# هوس العشق
هوس العشق أو الهوس الشبقي (بالإنجليزية: Erotomania)‏ أو متلازمة دي كليرامبو (بالإنجليزية: De Clérambault's syndrome)‏ هو شكل من أشكال اضطراب الوهام، حيث يعتقد الشخص المصاب أن هناك شخص آخر واقع في حبه، وهذا الشخص الآخر غالبا مايكون من ذوي المكانة المرموقة في المجتمع أو من المشاهير، كما أنه قد يكون شخص غريب تماما بالنسبة للمصاب بالمرض، وغالبا ما يحدث هذا الاضطراب في الأشخاص المصابون بالشيزوفرينيا أو المصابين باضطراب الذهان، كما أنه قد يقع أثناء نوبات الهوس ضمن إطار الاضطراب الوجداني ثنائي القطب.
أثناء حدوث نوبة الوهام لهذا الاضطراب فإن المصاب يتصور أن المعجب السري يحاول إظهار إعاجبه عن طريق نظرات أو إشارات خاصة، أو من خلال التخاطر أو إرسال رسائل عن طريق الإعلام.

## تمثيل الحالة
يُعد العَرَض الأصلي المميِز لهذا الاضطراب هو أن المصاب لديه اعتقاد غير قابل للشك أن هناك شخص آخر واقع في حبه بصورة سرية، وفي بعض الحالات قد يتصور المريض أن هناك أكثر من معجب في الوقت ذاته، وقد يعاني المريض من أنواع أخرى من الوهام وقت حدوث هذا الاضطراب مثل الأوهام المرجعية أو أوهام الإشارة، حيث يتصور المريض أن الشخص المعجب به يُشير إليه في حديثه من خلال وضعية الجسد أو نبرة الصوت أو ترتيب مقتنيات المنزل بصورة معينة إلى غير ذلك.
يقع هذا الاضطراب ضمن نطاق اضطراب الوهام ويمكن علاجه بمضادات الذهان الغير قياسية.

## نماذج مشهورة
في الأوراق البحثية التي نشرها الطبيب النفسي الفرنسي غايتان دي كليرامبو { Gaëtan Gatian de Clérambault} عن المتلازمة التي سماها باسمه، ذكر العديد من المرضى الذين عانوا من الهوس تجاه الملك جورج الخامس، حيث كانت إحدى المرضى تقف خارج قصر بكنجام لساعات معتقدة أن الملك يتواصل معها من خلال حركة الستائر.

## تاريخ
يمكن إيجاد الإشارات المبكرة للاضطراب في أعمال أبقراط وأيراسيستراتس وبلوتارخ وجالينوس، وقد تمت الإشارة إليه في الأدب النفسي لأول مرة عام 1623، في مقال جاك فيران (Jacques Ferrand)، وكان لها مسميات مختلفة مثل «جنون العظمة الشبقي» و«أوهام المرجع الذاتي الشبقية»، حتى حدث الاستخدام الشائع لمصطلح هوس العشق (الهوس الشبقي) ومتلازمة دي كليرامبو.
أوضح كل من جي إي بيريوس وإن كينيدي في كتاب «هوس العشق: التاريخ المفاهيمي» (2002) أن مفهوم هوس العشق قد تغير إلى حد كبير أثناء عدة فترات من التاريخ:
- العصر الكلاسيكي - أوائل القرن الثامن عشر: مرض عام ناجم عن الحب غير المتبادل.
- في وقت مبكر من القرن الثامن عشر - بداية القرن التاسع عشر: ممارسة الحب الجسدي الزائد (أقرب إلى الشهوة)
- أوائل القرن التاسع عشر - بداية القرن العشرين: الحب من طرف واحد كشكل من أشكال المرض العقلي.
- أوائل القرن العشرين - الوقت الحالي: الإيمان الوهمي بأنه «محبوب من قبل شخص آخر»

وقد تمت الإشارة إلى حالة واحدة من هوس العشق في مريض خضع لعملية جراحية لتمدد الأوعية الدموية الدماغية.